# Palazzo Querini Dubois

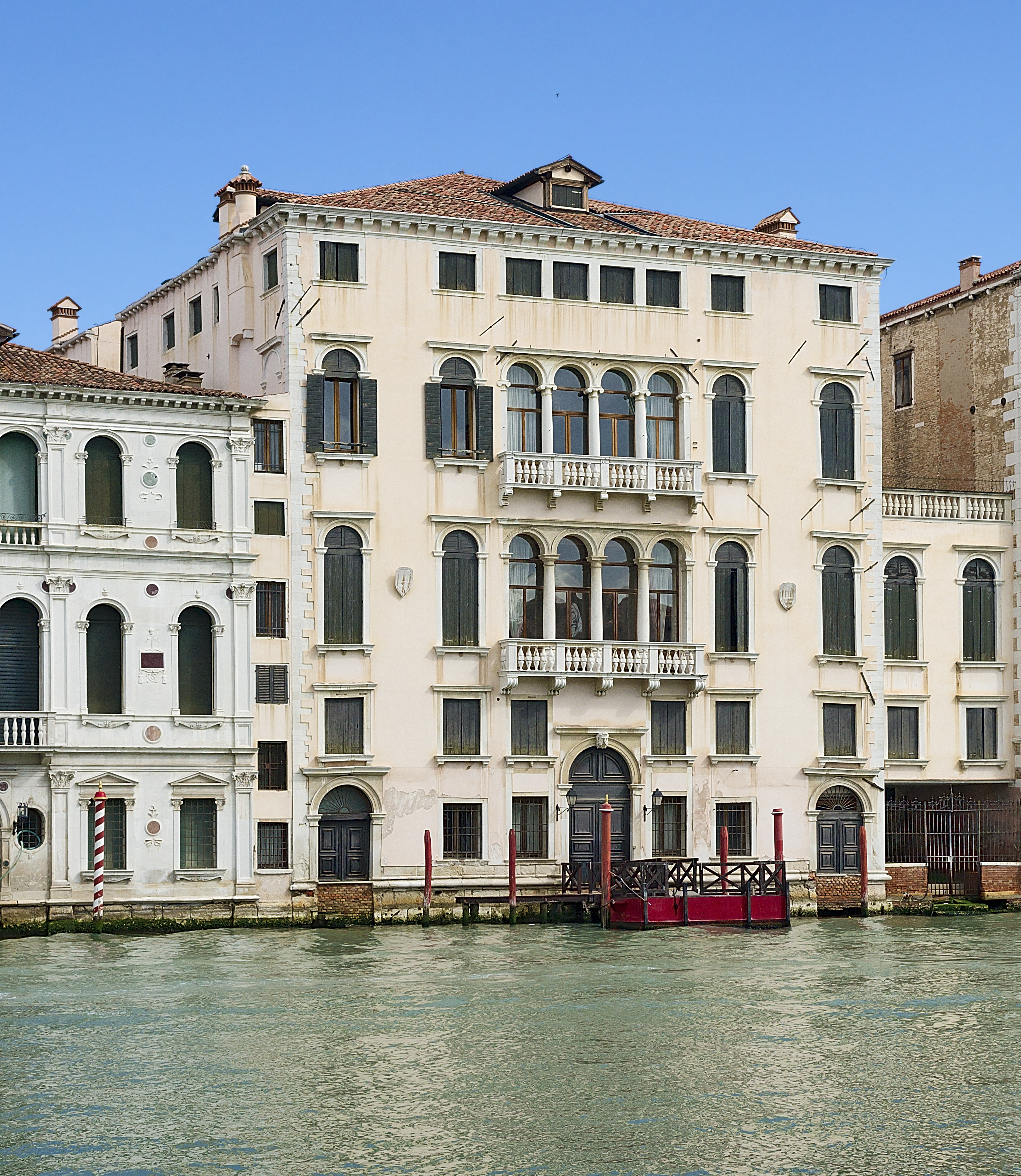
Der Querini-Dubois-Palast vom Canal Grande gesehen; links ist noch der rechte Rand des Palazzo Grimani Marcello zu erkennen, rechts die unscheinbare Seitenfront des Palazzo Bernardo di Canal aus dem frühen 15. Jahrhundert.

Der Palazzo Querini Dubois, auch Palazzo Giustinian Querini genannt, nach den Erbauern auch Ca’ Giustinian oder Ca’ Zane, ist ein Palast im venezianischen Sestiere San Polo mit der Adresse San Polo 2004. Seine Fassaden blicken einerseits auf den Canal Grande, andererseits auf den Rio delle Erbe. Er befindet sich zwischen dem Palazzo Cappello Layard und dem Palazzo Bernardo. 

## Geschichte
Den Kern des Gebäudes ließ die Familie Zane im frühen 15. Jahrhundert errichten. Dieses Gebäude bestand aus einem Erdgeschoss, einer Beletage (Piano nobile) sowie zwei Mezzanini. Doch 1570 wurde der Palast für Gerolamo Zane, Cavaliere und Prokurator von San Marco, völlig umgebaut. Dabei wurde ein secondo piano nobile aufgesetzt. Anfang des 18. Jahrhunderts kam das Gebäude in das Eigentum von Marco Giustinian. Dann folgten häufige Besitzerwechsel, zunächst an Francesco Donà, dann an Pietro Maria Dubois, schließlich an die Bianchini und die jüdische Familie Pardo Giorgio. 
1972 erwarb die Post den Palast. Während der Zeit, als das Bauwerk im Eigentum der Post war, wurde es während der 1980er und 1990er Jahre restrukturiert, wurde darauf zum Sitz der Biennale. Zeitweise gab es Pläne, das Bauwerk in ein Hotel umzuwandeln, doch steht es seither leer.

## Beschreibung

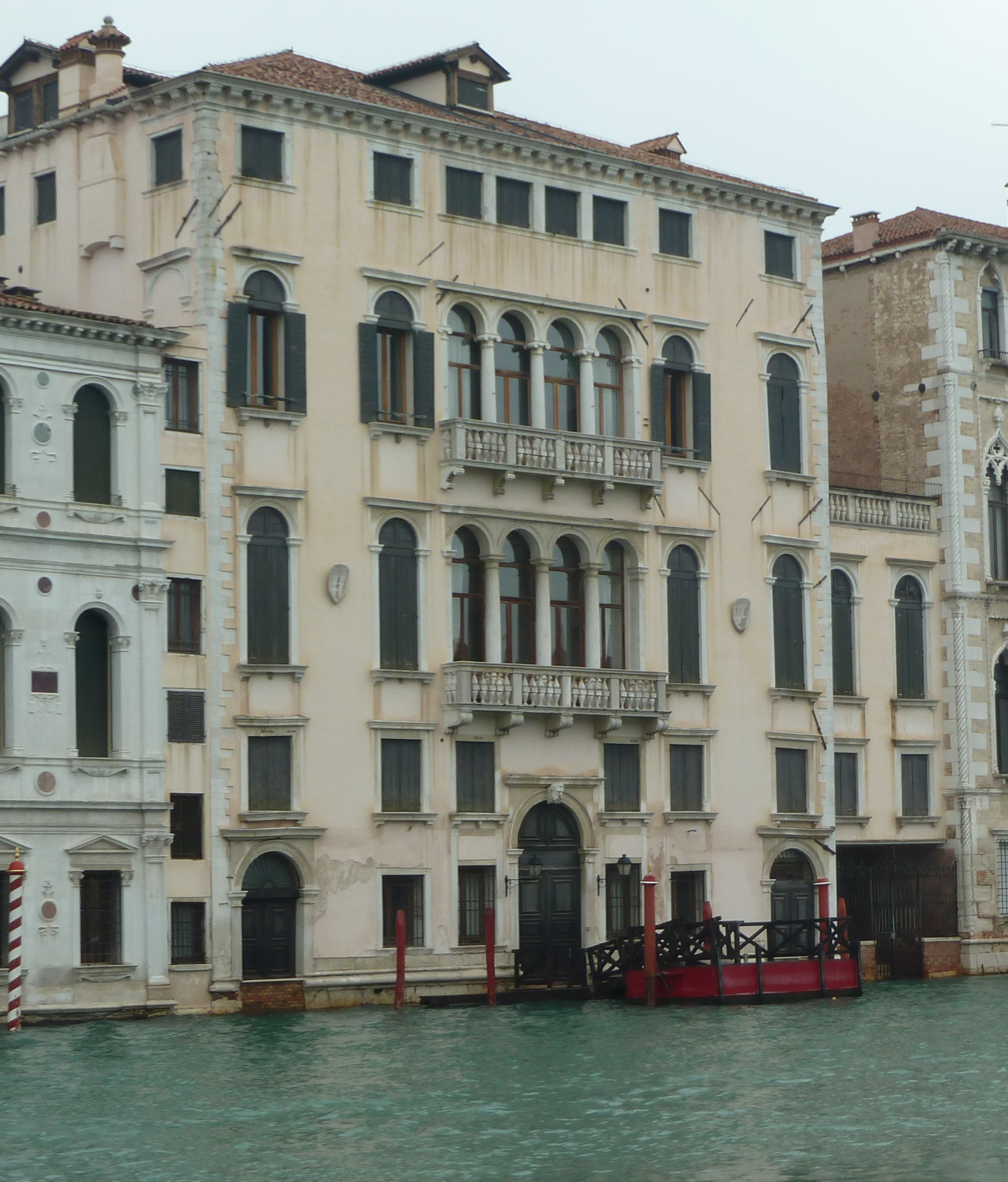
Die Ca’ Zane mit ihrer Fassade zum Canal Grande

Die Hauptfassade ist ein Beispiel typischer venezianischer Renaissancearchitektur, wobei die monumentalen Elemente ausgelassen wurden. Vielfach wurde istrischer Marmor in die dreigeteilte Struktur verbaut, was gleichfalls venezianischer Tradition entsprach. Im Erdgeschoss befindet sich ein großes und streng gegliedertes Wasserportal, dem zwei kleinere Wasserportale beidseitig hinzugefügt wurden. Oberhalb erheben sich zwei Beletagen, die mit zwei Quadriforen korrespondieren. Die eine dieser Fenstergruppen wurde im dorischen, die andere im ionischen Stil aufgeführt. Hinzu kommen zahlreiche Monoforen. Zwei Balkone wurden den Quadriforen vorgesetzt. Darüber schließt sich unterhalb des Daches ein Halbgeschoss an. Möglicherweise zierte die Fassade eine Bemalung.

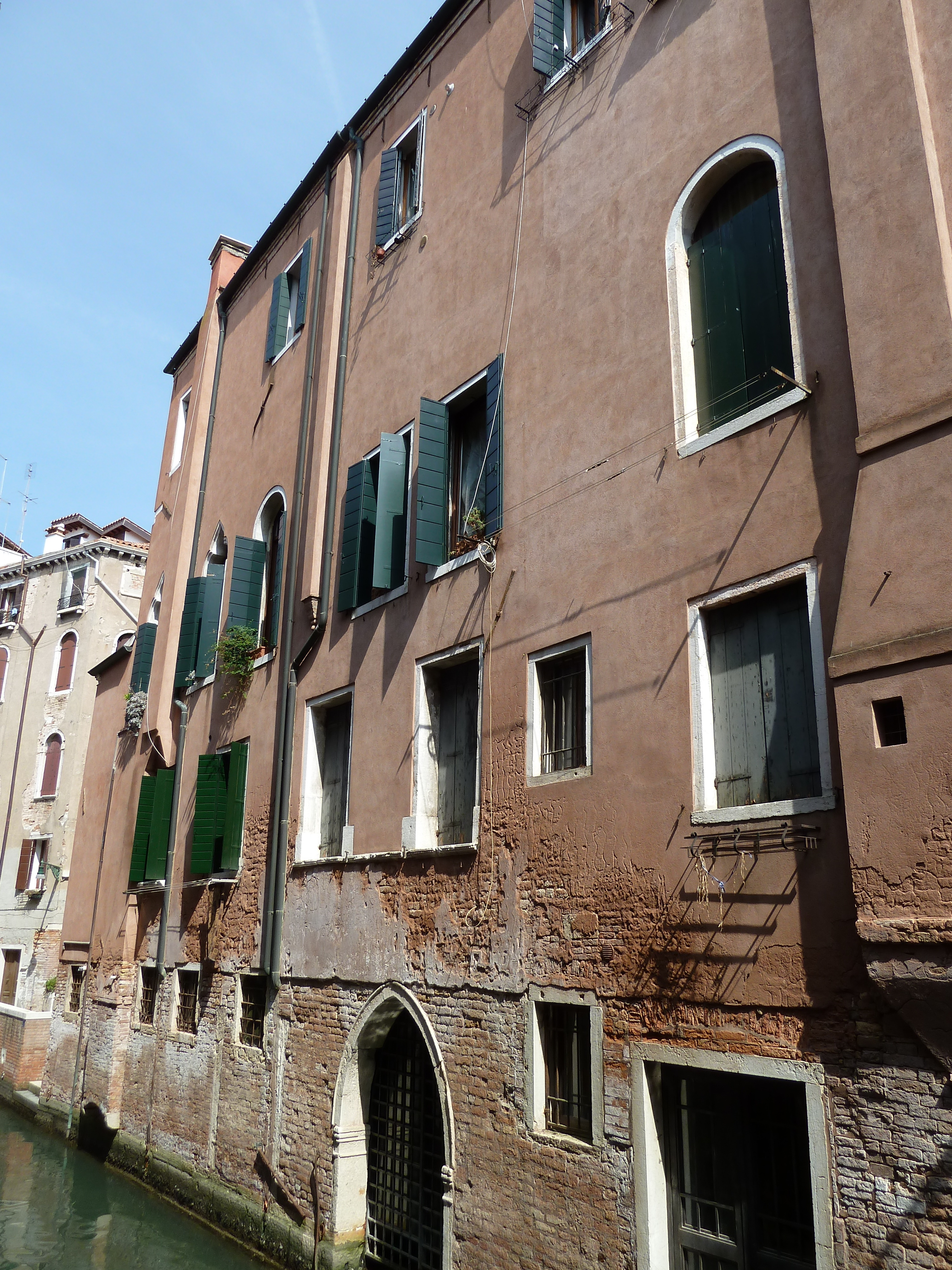
Palastansicht vom Rio delle Erbe mit dem markanten Spitzbogen

Die dem Rio delle Erbe zugewandte Fassade ist einfacher gestaltet. Das dortige Wasserportal ist mit einem Spitzbogen versehen. 
Im Inneren befinden sich Wandmalereien und Stuckarbeiten aus dem 19. Jahrhundert. Ein länglicher Innenhof verbindet die beiden Fassaden. In diesen Hof blicken Renaissance-Triforen.